# 汪正平
汪正平（英語：Wong Ching Ping，1947年3月29日—），香港電子工程學學者、前香港中文大學工程學院前院長、2000年当选美國國家工程學院院士，被譽為「現代半導體封裝之父」、「高錕第二」。現任美國喬治亞理工學院「董事教授」、材料科學及工程學系Charles Smithgall Institute講座教授、香港科技大學機械及航空航天工程學系客座教授。2013年(66岁)当选中国工程院外籍院士。

## 经历
汪正平的父母原居廣州，中國大陆变色，中共建政后後舉家移居香港元朗，以經營雞場為生。汪正平共有7兄弟姐妹，他排行第三；二哥汪建平曾任中大生物科技中心院長。汪正平先後就讀元朗小學、元朗公立中學。其後留學美國取得普渡大學科學學士學位、賓夕法尼亞州立大學哲學博士。2022年當選中央研究院工程科學組院士，成為少數不具有中華民國國籍的院士也因此引發爭議，使中研院於2023年起要求院士候選人需增加填寫國籍以確保符合《中央研究院組織法》第4條的院士條件。